# Q Park
Q Park（キュー・パーク）は、アメリカ合衆国ニューヨークに住む韓国系アメリカ人のYouTuberである。

## 経歴
2008年から活動をしていて、現在登録者数が900万人を超えている。自身のオリジナル曲「AY・AY・AY」なども出している。
いろいろな有名アーティストの曲やダンス歌を公共の場、主に街の中や、店、地下鉄、ショッピングモールなどでパフォーマンスをしている。
ビリー・アイリッシュの「bad guy」が最も再生回数の多い動画となっている。ダンスのほかにも、金正恩、イン・パブリックや、VR Porn、イン・パブリックなどもしている。
街中で奇怪なダンスを踊ったり、歌を歌ったりして多くの人を笑わせている。
彼は英語のほかにもスペイン語も話すことができる。動画の最後に「ザッツ・トイ」ということが名物となっている。